# Nguni (S.40) jezici
Nguni (S.40) jezici podskupina od (4) nigersko-kongoanska jezika iz Zimbabvea, Esvatinija, Bocvane, Lesota, Mozambika i Južnoafričke Republike. Pripada centralnoj bantu skupini u zoni S. Predstavnici su: 
- ndebele ili isinde’bele [nde], ukupno 1,572,800 u Zimbabveu i Bocvani;
- swati ili isiswazi [ssw], ukupno 2.034.200, od toga 980.000 in Svazilandu (2006);
- xhosa ili isixhosa [xho], ukupno 7.817.300;
- zulu [zul], ukupno 10,349,100, a od toga i 37.500 u Malaviju (1966 popis).

## Vanjske poveznice
- Ethnologue (14th)
- Ethnologue (15th)